# Htop
 (septembre 2012).
htop est un moniteur système pour les systèmes d’exploitation type Unix très similaire à top, qui fonctionne comme lui en mode Terminal, mais qui dispose d'un environnement en mode texte plus convivial (et coloré) que ce dernier. Il est programmé en C à l'aide de la bibliothèque ncurses.